# Этнологический миссионерский музей

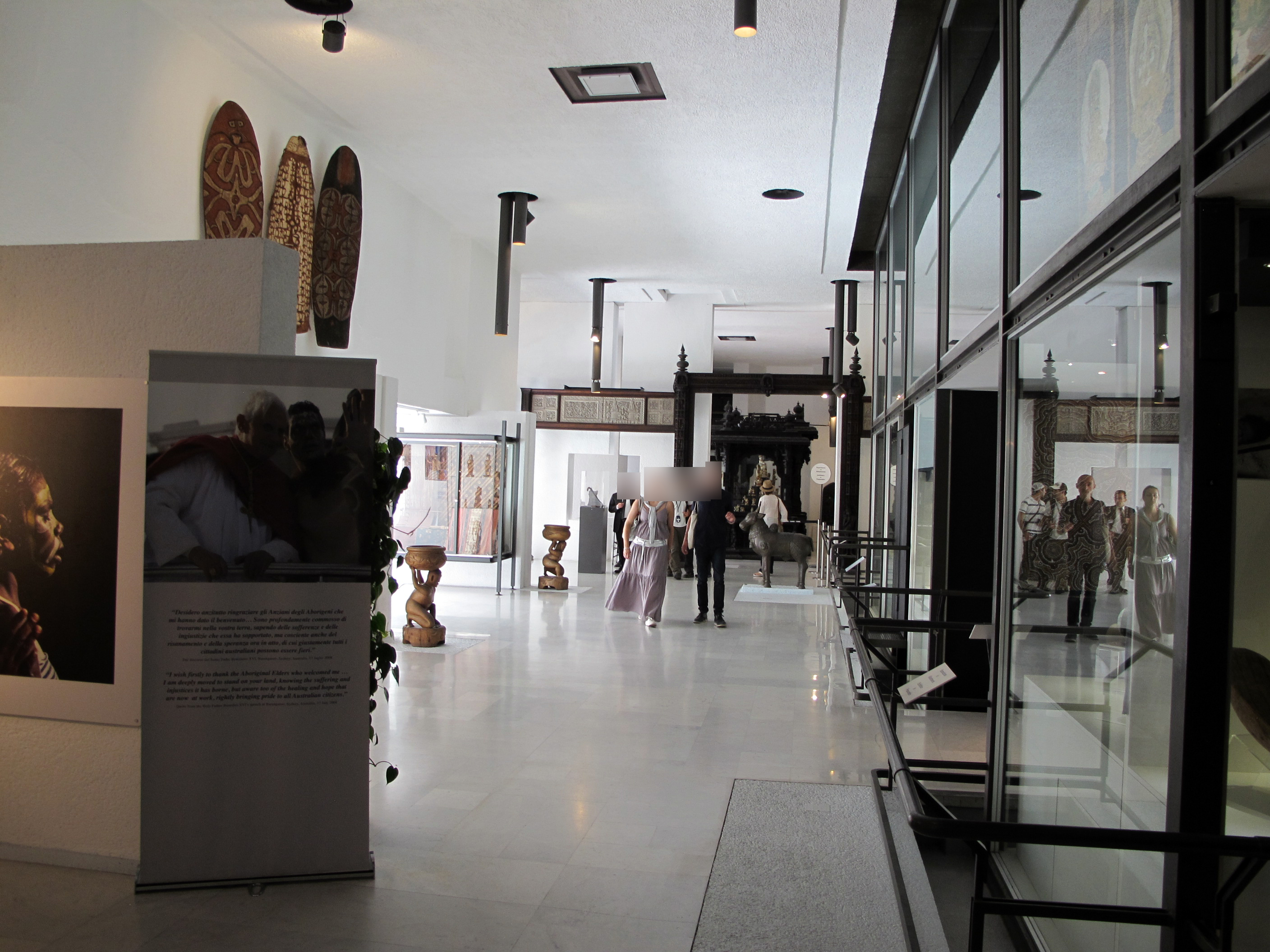
В одном из залов музея.

Этнологический миссионерский музей (итал.  Museo Missionario Etnologico) — один из музеев Ватикана. Первая экспозиция музея была создана в 1926 году по распоряжению папы Пия XI и разместилась в Латеранском дворце. Экспозиция, включавшая предметы, собранные христианскими миссионерами со всех стран Света: Китая, Японии, Кореи, Тибета и Монголии, Африки, Америки и Океании просуществовала до 1963 года). Затем папа Павел VI  перенес её в Ватикан. Вначале в коллекции музея находилось около 40.000 экспонатов, позднее специальная комиссия отобрала около 100.000 объектов со всего мира для пополнения экспозиции.
История музея началась с  Всемирной миссионерской выставки, которую  папа Пий XI намеревался провести в 1925 году по случаю Юбилейного года Католической церкви (объявляется Ватиканом каждые 25 лет),  которому он хотел придать важное миссионерское значение. В двадцати четырех павильонах, специально построенных для этого случая, миссионерская деятельность Церкви от её истоков была  представлена в Ватиканских садах. Выставка имела  успех, и большая часть материалов составила экспозицию Этнологического Миссионерского Музея, основанного 12 ноября следующего, 1926 года.
В Музее также представлены дары римской церкви и лично папам от имени разных конгрегаций и частных лиц. В музее имеется отдел, называемый «музеем Борджиа», в котором хранятся предметы, собранные кардиналом Стефано Борджиа или подаренные миссионерами Священной Конгрегации Пропаганды Веры (Sacra Congregatio de Propaganda Fide) с момента её основания в 1622 году.